# Kinopanorama (émission de télévision)
Pour les articles homonymes, voir Kinopanorama.
Kinopanorama (russe : Кинопанорама) est une émission de télévision russe consacrée au cinéma, diffusée de 1962 à 1995 sur la télévision d'État de l'Union soviétique puis sur la Première chaîne publique de Russie.
Créée par Xénia Marinina (ru) qui a été directrice du programme, l'émission se présente sous la forme d'un magazine télévisé composé d'entrevues et de débats sur l'actualité cinématographique tant nationale qu'internationale. Les présentateurs de l'émission étaient bien souvent des personnalités du cinéma soviétique, comme l'acteur Zinovy Gerdt qui en a été le premier animateur, le cinéaste Alexeï Kapler qui l'a animé de 1966 à 1972, ou le réalisateur et acteur Viktor Merejko qui l'a animé de 1989 à 1995. La durée de l'émission a pu varier, suivant les époques, de 40 minutes à plus d'une heure trente.